# Gerardo Primiero
Gerardo Primiero o di Premariacco (XI secolo – 1128) è stato un vescovo cattolico italiano, Patriarca di Aquileia dal 1122 al 1128.
Per il suo appoggio all'imperatore Enrico V contro il papato durante la lotta per le investiture, il patriarca venne privato dell'investitura da papa Onorio II, assieme a Giovanni V patriarca di Grado e ad altri vescovi.